# Società musicale russa
La Società musicale russa (SMR, in russo Русское музыкальное общество?) fu un'associazione fondata nel 1859 a San Pietroburgo dalla granduchessa Elena Pavlovna (zia dello zar Alessandro II di Russia) e dal suo pupillo, il pianista e compositore Anton Rubinštejn, con l'intento di sollevare il livello della musica nell'impero russo, favorendo la diffusione dell'educazione e della cultura musicale.

## Storia

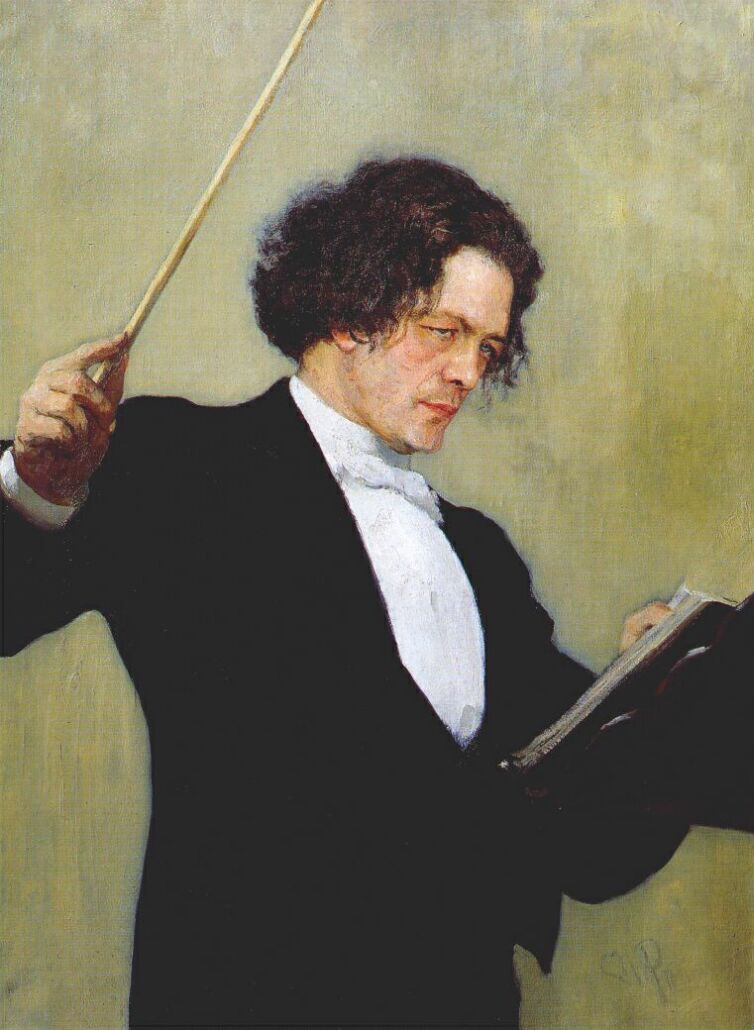
Anton Rubinštejn

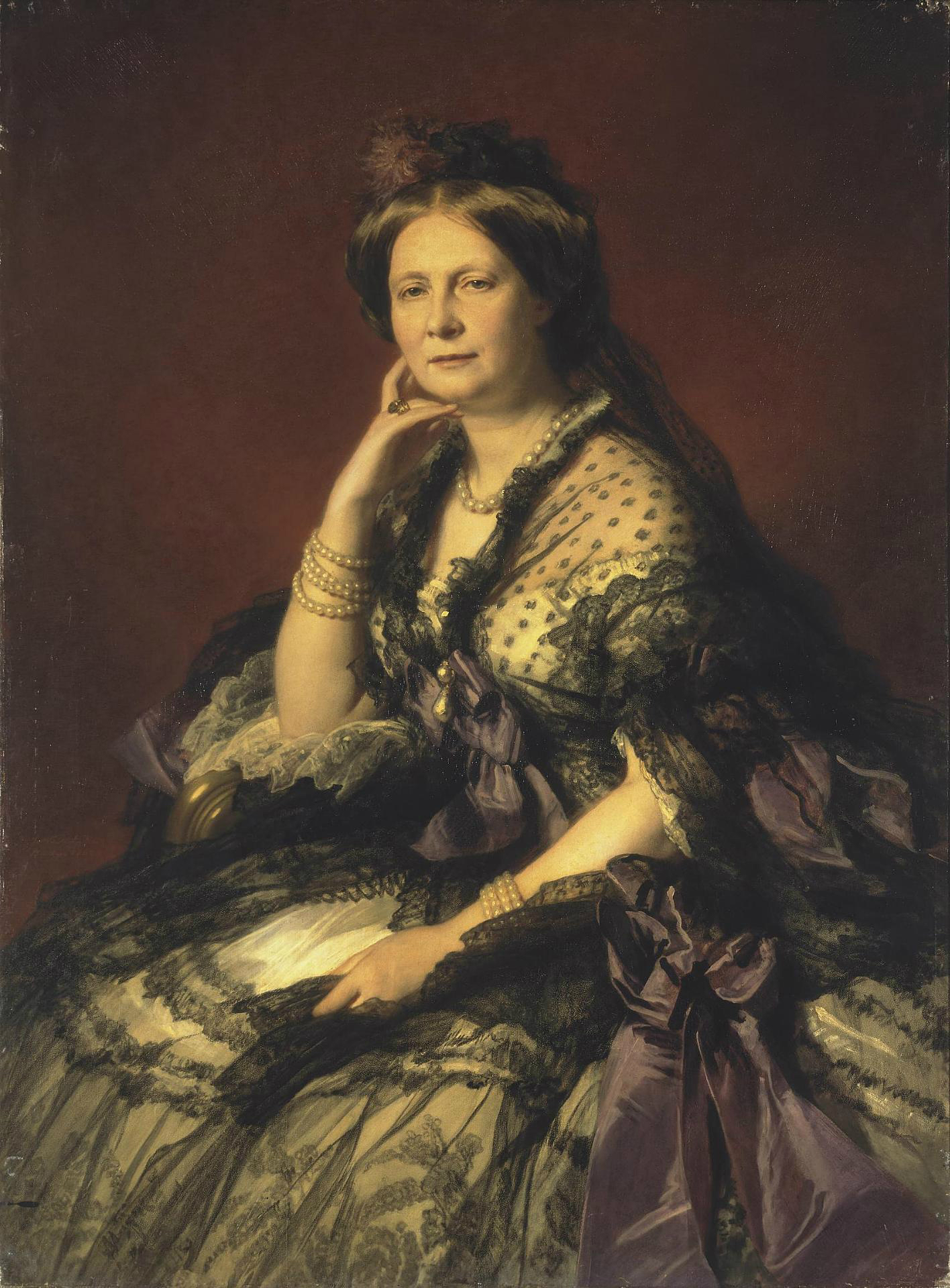
La granduchessa Elena Pavlovna

Prima della nascita della SMR, non vi era alcuna scuola di musica pubblica in Russia in grado di fornire una formazione professionale musicale: l'insegnamento della musica era limitato alle case dell'aristocrazia ed alle scuole private. Di conseguenza, i compositori ed i musicisti russi erano rari; i concerti erano eseguiti in genere da artisti stranieri, soprattutto tedeschi. Anton Rubinštejn e la granduchessa Elena Pavlovna, dopo aver viaggiato insieme per l'Europa, riuscirono a costituire la Società musicale russa, con il compito di promuovere lo studio e l'esecuzione della musica in Russia. La granduchessa diresse l'organizzazione della società, grazie all'appoggio finanziario ottenuto dallo zar suo nipote, mentre Rubinštejn si occupò della parte musicale. La sua presenza diede prestigio alla SMR, e per la sua fama internazionale di pianista e per le sue doti non comuni di compositore. La Società musicale russa godette della protezione della famiglia imperiale. Il concerto inaugurale della SMR avvenne nel novembre 1859, con l'esecuzione di un concerto per pianoforte di Rubinštejn, eseguito dall'autore. Dalla metà degli anni 1860, i concerti della Società musicale russa vennero aperti al pubblico con l'esecuzione di opere di molti compositori tedeschi: Ludwig van Beethoven, Georg Friedrich Händel, Johann Sebastian Bach, Christoph Willibald Gluck, Robert Schumann e Franz Schubert. Chiaramente veniva eseguita anche musica di compositori russi: Michail Glinka, Aleksandr Dargomyžskij ed Anton Rubinštejn, fra gli altri. Parallelamente all'attività concertistica, molto importante fu anche quella didattica della Società, che riuscì a creare formazione professionale. Le classi vennero aperte presso la residenza della granduchessa a palazzo Michajlovskij. Nel 1860, aiutato ed incoraggiato dal fratello Anton, Nikolaj Rubinštejn fondò con successo a Mosca una filiale della Società, in collaborazione con il principe Nikolaj Petrovič Trubeckoj. Successivamente altre città russe videro l'apertura di numerose filiali della SMR. Dall'attività della Società musicale russa poterono inoltre nascere il conservatorio di San Pietroburgo, fondato nel settembre 1862, e quello di Mosca, fondato nel settembre 1866, e diretti rispettivamente dai fratelli Anton e Nikolaj Rubinštejn. In contrapposizione alla Società musicale russa, nel 1862 venne fondata da Milij Balakirev la Scuola musicale gratuita, che tra l'altro enfatizzò l'insegnamento della musica corale. Balakirev criticava il direttore della SMR Anton Rubinštejn per i suoi gusti musicali conservatori, in particolare per la sua inclinazione verso i maestri tedeschi come Beethoven e Mendelssohn, e per la sua insistenza sulla preparazione musicale professionale; il suo obiettivo era quello di creare una scuola musicale prettamente russa. Tuttavia la Società musicale russa finì col tempo per accogliere alcune delle istanze portate avanti da Balakirev, che fu chiamato da dirigerne il concerti dal 1867 al 1869, per poi andarsene in contrasto con la granduchessa Elena Pavlovna. La SMR continuò a svolgere un ruolo di primo piano nella vita musicale russa fino al suo scioglimento nel 1917.

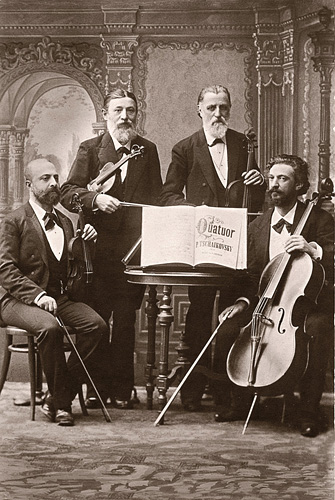
Il quartetto d'archi della Società musicale russa di San Pietroburgo (1880): Leopold Auer (primo violino), Johann Wilhelm Zacharias Pickel (secondo violino), Hieronymus Weickmann (viola), Aleksandr Veržbilovič (violoncello).